# Tetraopes skillmani
Tetraopes skillmani is een keversoort uit de familie van de boktorren (Cerambycidae). De wetenschappelijke naam van de soort werd voor het eerst geldig gepubliceerd in 2004 door Chemsak & Noguera.